# Ланц, Уолтер
Уо́лтер Бе́нджамин Ланц (англ. Walter Benjamin Lantz; 27 апреля 1899, Нью-Рошелл, штат Нью-Йорк — 22 марта 1994, Бербанк, штат Калифорния) — американский карикатурист, мультипликатор, продюсер и режиссёр, известный в основном как создатель мультперсонажа дятла Вуди.

## Биография

### Ранние годы
Уолтер Бенджамин Ланц (первоначально — Ланца) родился 27 апреля 1899 года в городе Нью-Рошелл (штат Нью-Йорк), в семье итальянских иммигрантов. Отец — Франческо Пауло Ланц (Ланца), мать — Мария Гервази (позднее — Джарвис). Как писал Джо Адамсон в своей книге «История Уолтера Ланца», отец дал Уолтеру имя сразу по прибытии в США.
Ланц заинтересовался искусством в раннем возрасте; в возрасте 12 лет окончил курсы рисования. Вероятно, стать карикатуристом его вдохновил короткометражный мультфильм Уинзора Маккея «Динозавр Герти» («Gertie the Dinosaur»).
Первый маленький прорыв Ланца в мир искусства произошёл, когда он работал автомехаником. Богатому клиенту Фрэнку Кафке (Frank Kafka) приглянулись его рисунки в гараже на доске объявлений, и позднее Кафка спонсировал его обучение в Нью-Йоркской художественной студенческой Лиге (New York City’s Art Students League), а также помог найти работу копировальщика в газете New York American, которой владел Уильям Рэндольф Хёрст. После того, как Ланц заканчивал свои дневные дела в офисе газеты, он посещал занятия в художественной школе.
В шестнадцать лет он стал работать за камерой в отделе анимации под руководством режиссёра Грегори Ла Кавы. Позднее он работал в «John R. Bray Studios» над мультсериалом «Джерри на работе» («Jerry on the job»).
В 1924 году Ланц уже занимал видное место в студии и стал режиссёром своего первого анимационного сериала «Нарядный балбес» («Dinky Doodle»).
В 1927 году он уезжает в Голливуд, где краткое время работает с режиссёром Франком Капрой, а затем пишет шуточные сценарии для комедий Мака Сеннета.

### Эпоха Освальда
В 1928 году Ланц был нанят Чарльзом Б. Минцем (Charles B. Mintz) в качестве режиссёра мультсериала «Кролик Освальд» («Oswald the Lucky Rabbit») для студии «Universal».
Ранее в этом же году Чарльзу Минцу и Джорджу Уинклеру (George Winkler) удалось изменить характер персонажа Освальда, дистанцировав его от персонажа, задуманного первоначальным создателем, Уолтом Диснеем. Президент «Universal» Карл Леммл остался недоволен продуктом Минца-Уинклера и уволил их. Тогда Уолтер Ланц предложил Леммлу сыграть в покер; кто победит — тот и получит Освальда. «Пари» выиграл Ланц, и Освальд отныне стал его персонажем.
Когда Ланц начал создавать новую студию, он решил нанять одного из нью-йоркских аниматоров, Билла Нолана (Bill Nolan), для помощи в создании нового сериала. Предыдущие полномочия Нолана сводились к разработке панорам заднего плана и редактированию персонажа кота Феликса. Нолан был (и остаётся) известен влиянием на стиль анимации, который получил название «резиновый шланг» (rubber hose) за характерные искривления конечностей персонажей (словно они не содержат костей, а представляют собой резиновые шланги).
В 1929 году Ланц выпускает свой первый мультфильм «Беспорядки на скачках» («Race riot»). К 1935 году, после ухода Нолана из компании, Ланц уже стал независимым производителем мультфильмов для студии Universal. Уже в 1940 году он вёл переговоры о правах собственности на персонажей, с которыми работал.
Когда Освальд исчерпал свой потенциал, Ланц решил, что ему необходимы новые персонажи. Мени, Мини, Мо, Мышка-С-Детским-Лицом, скунс Снуффи, такса Докси (Meany, Miny, Mo, Baby-Face Mouse, Snuffy Skunk, dachshund Doxie), а также Джок и Джилл (Jock and Jill) ((две обезьяны, напоминающие Боско (Bosko) из Warner Brothers)) были типичными героями мультфильмов Ланца.
Однако только один персонаж, Энди Панда (Andy Panda), выделялся из всех остальных и вскоре стал звездой сезона 1939–1940 годов.

### Отход от дел
Гармоничные отношения Ланца с «Universal», студией, выпускающей его мультфильмы, были прерваны с приходом новых владельцев, переименовавших студию в «Universal International». Новые хозяева настаивали на лицензировании и получении прав на персонажей Ланца. Он отказал им в этом и ушёл из «Universal-International», выпустив самостоятельно 12 мультфильмов через «United Artists». Но финансовые трудности заставили Ланца закрыть студию в 1949 году.
В 1951 году Ланц и «Universal-International» всё же пришли к компромиссу, и Ланц возобновил работу. С этих пор Ланц стал работать быстрее и хуже, уже не прибегая к своим пышным художественным традициям и стилям, которыми отличались его работы 1940-х годов.
Поколение «baby boomers» знало и любило Уолтера Ланца как создателя мультфильмов о дятле Вуди.
Ланц использовал свои появления на телевидении, чтобы рассказывать и объяснять, как создаются мультфильмы. Для многих юных зрителей это было первой возможностью узнать о мире мультипликации. Это же поколение узнало Ланца как человека, посещавшего и развлекавшего раненых ветеранов в госпиталях во время Войны во Вьетнаме.
Ланц был также хорошим другом известному киноноватору и продюсеру Джорджу Палу. Именно поэтому дятел Вуди был украшением каждого выдающегося фильма, в создании которого Пал был занят.
В 1960-х годах многие киностудии стали закрывать свои отделы анимации, оставив Ланца одним из двух создателей мультфильмов для кинотеатров (вторым был Фриз Фрилинг). Окончательно Уолтер Ланц перестал создавать мультфильмы в 1972 году, с того времени «Universal» показывала только его старые произведения.
Но и после своего ухода на пенсию Ланц продолжал управлять делами студии, продолжая работу по лицензированию своих мультфильмов для других типов носителей. Также он продолжал рисовать и продавать картины с дятлом Вуди. Кроме того, он работал в сотрудничестве с «Маленькой Лигой» («Little League») и ещё многими молодёжными организациями.
В 1982 году он подарил 17 произведений искусства Национальному музею американской истории Смитсоновского института, среди них — деревянные модельки дятла Вуди.

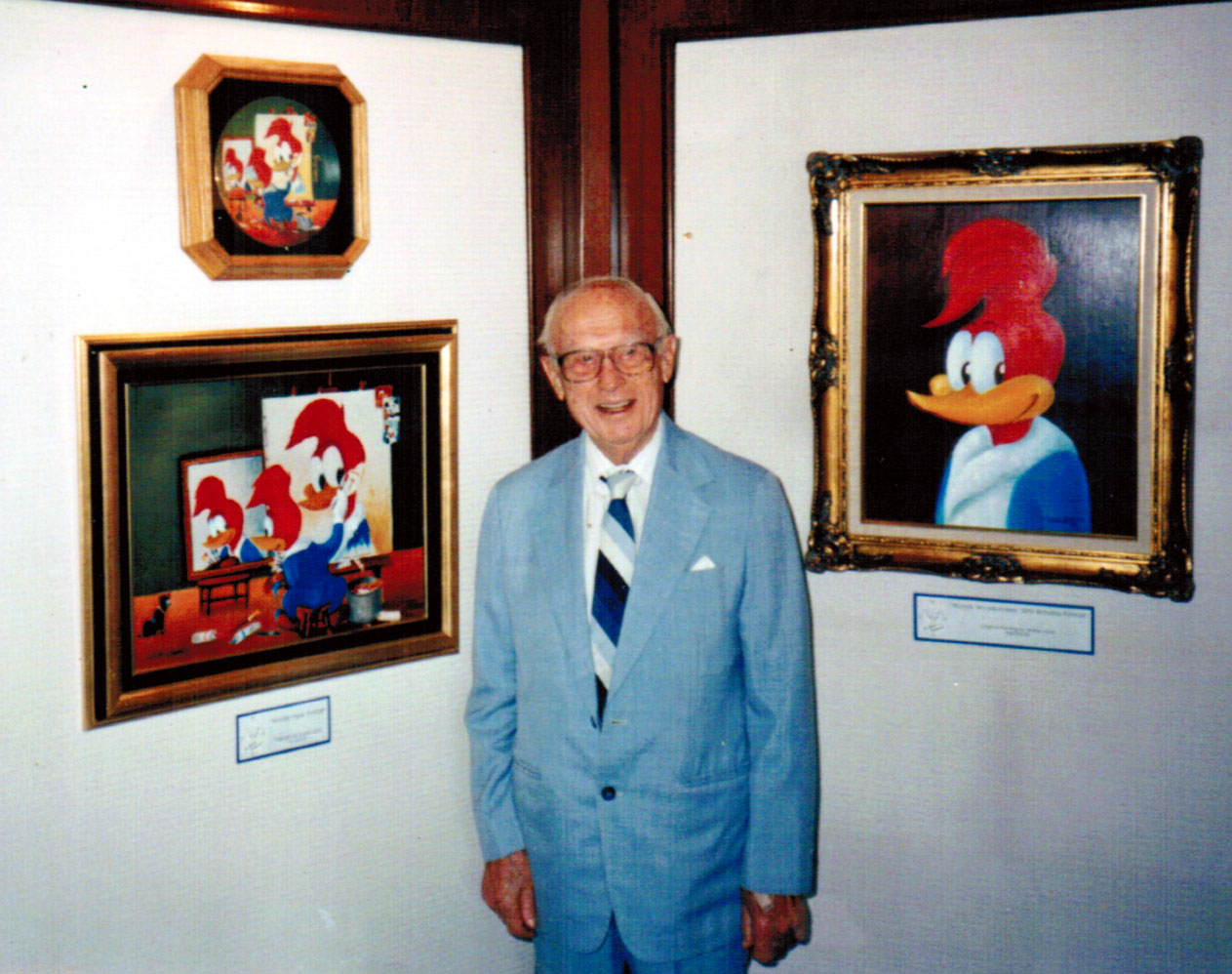
Уолтер Ланц в 1990 году

В 1993 году Ланцем была учреждена специальная премия его имени для учащихся Калифорнийского института искусств в Валенсии (англ. California Institute of the Arts in Valencia).
Умер Уолтер Ланц 22 марта 1994 года от сердечной недостаточности в Медицинском центре им. святого Иосифа (англ. St. Joseph Medical Center) в Бербанке, Калифорния, в возрасте 94 лет.

## Краткий список основных мультфильмов
- «Кролик Освальд» (англ. «Oswald the Lucky Rabbit») — 1929–1938, 1943
- Классические мультфильмы (с периодически меняющимися персонажами) — 1934–1942, 1953–1957, 1961)
- «Петеркин» (англ. Peterkin) — 1939
- «Энди Панда» (англ. «Andy Panda») — 1939–1949
- «Вуди Вудпекер» (англ. «Woody Woodpecker») — 1941–1949, 1951–1972, 1999–2003
- «Свинг-симфонии» (англ. «Swing symphonies») — 1941–1945
- «Музыкальные миниатюры» (англ. «Musical miniatures») — 1946–1948
- «Чилли Вилли» (англ. «Chilly Willy») — 1953–1972, 1999–2003
- Мэгги и Сэм (англ. Maggie and Sam) — 1955–1957
- Винди и Бриззи — 1957–1959
- «Семейный альбом Бари» (англ. «The Beary’s Family Album») — 1962–1972
- Инспектор Уиллоби — (англ.  Inspector Willoby) — 1958–1965
- «Хикори, Дикори и Док» (англ. «Hickory, Dickory and Doc») — 1959–1962

## Почётные звания и награды
- В 1959 году был удостоен городским советом Лос-Анджелеса почётного звания «Один из самых выдающихся мультипликаторов Америки».
- В 1973 году получил премию «Энни» («Annie») от голливудского отделения Международной ассоциации анимационного кино (ASIFA).
- В 1979 году был удостоен специальной награды Американской киноакадемии «за привнесение своими уникальными анимационными картинами радости и смеха в каждый уголок мира» («for bringing joy and laughter to every part of the world through his unique animated motion pictures»).
- В 1986 году на Голливудской «Аллее славы» была заложена звезда с именем Уолтера Ланца.